# Fran Drescher
Francine Joy Drescher (Nova Iorque, 30 de setembro de 1957) é uma atriz, comediante, escritora, e ativista norte-americana, mais conhecida  por estrelar a série televisiva The Nanny, pela qual foi indicada a dois Emmys e dois Globos de Ouro.
Drescher foi eleita presidente do SAG-AFTRA em 2 de setembro de 2021.

## Biografia
Drescher nasceu em Flushing, Queens, Nova Iorque, filha de Sylvia, uma consultora de noivas e Morty Drescher, analista de sistemas naval.
A sua família é de judeus asquenazitas de origem do sudeste da Europa Central (a sua bisavó nasceu em Focşani, Romênia). Ela tem uma irmã mais velha, Nadine.
Drescher foi vice-campeã do concurso "Miss Nova York adolescente" em 1973, como revelado em sua primeira obra e autobiografia Enter Whining, lançada em 29 de dezembro de 1995, e em sua entrevista por William Shatner - Raw Nerve, que estreou em 27 de Janeiro de 2009.
Frequentou a Hillcrest High School in Jamaica, no bairro de Queens, onde ela conheceu o seu futuro marido, Peter Marc Jacobson, com quem casou em 1978, com 21 anos de idade. Eles se divorciaram em 1999. Jacobson foi um fervoroso incentivador da carreira Drescher em sua carreira no show-business, e escreveu, dirigiu e produziu a série de televisão The Nanny. Curiosamente, "Fran Fine", em The Nanny, tinha sido despedida de uma loja de artigos de noivas (como uma citação à sua mãe) antes de conseguir o emprego de babá.
Em 2 de setembro de 2021, os membros nacionais do sindicato SAG-AFTRA, representando atores e outros profissionais da mídia, elegeram Drescher como sua presidente, e ela tomou posse em 15 de outubro.
Drescher liderou o sindicato durante a greve dos atores que começou em 14 de julho de 2023, simultaneamente com a greve dos roteiristas que começou em maio.

### Câncer
Após dois anos de sintomas e diagnósticos equivocados por oito médicos, Drescher foi internada no Hospital do Cedars-Sinai Medical Center, em Los Angeles, Califórnia, em 21 de junho de 2000, após os médicos a terem diagnosticada com câncer no útero. Teve que passar por uma histerectomia radical [retirada total do útero] imediata para tratar a doença. Desde então, Drescher teve um atestado de boa saúde e nenhum tratamento pós-operatório foi recomendado. Escreveu sobre as suas experiências em um segundo livro seu, Câncer Schmancer; o seu objetivo com este livro foi elevar a consciência das pessoas "para se tornarem mais consciente dos sinais de alerta precoce do câncer, e para capacitarem-se."
Em 21 de junho de 2007, no sétimo aniversário da sua operação, Drescher fez o lançamento do movimento nacional do câncer Schmancer, uma organização sem fins lucrativos dedicada a garantir que o câncer em todas as mulheres seja diagnosticado enquanto na fase 1, a fase mais curável.
Drescher diz:
“Temos de assumir o controle dos nossos corpos, nos tornar o maior parceiro dos nossos médicos e nos unirmos para que os nossos legisladores saibam que a votação feminina coletiva é mais expressiva e mais poderosa do que os lobistas corporativos mais ricos”.
É reconhecida no registro do Congresso por seus esforços como um defensora da saúde sem rodeios. Em Washington ajudou a obter a aprovação unânime da lei HR1245 (também conhecido como Lei de Johanna).

## Política
Em setembro de 2008, Drescher, como política Democrata, foi designada como diplomata pelo Departamento de Estado dos Estados Unidos.
O seu título oficial é de "Enviada da diplomacia pública para problemas de saúde da mulher". Ao viajar por todo o mundo, ela apoia os esforços da diplomacia pública dos EUA, incluindo o trabalho com as organizações de saúde e grupos de mulheres para aumentar a sensibilização para as questões de saúde das mulheres, a conscientização e detecção do câncer dos pacientes e trâmites advocatícios. A sua primeira viagem ocorreu no final de setembro e incluiu paradas na Romênia, Hungria, Kosovo e Polônia.
Em 2008, Drescher apoiou a senadora Hillary Rodham Clinton para presidente do Partido Democrata. Frequentou um comício Super Democrata para Clinton. Drescher alegou ter sido convidada para uma corrida para o Congresso em 2008 para suceder Hillary Rodham Clinton, mas Kirsten Gillibrand foi nomeada pelo governador do Estado de Nova York, David Paterson para suceder Hillary depois dela ter sido indicada como Secretária de Estado.

## Carreira

### Cinema
- Saturday Night Fever (1977)
- American Hot Wax (1978)
- Gorp (1980)
- The Hollywood Knights (1980)
- Ragtime (1981)
- Doctor Detroit (1983)
- The Rosebud Beach Hotel (1984)
- This Is Spinal Tap (1984)
- Young Lust (1984)
- It Had to Be You (1989)
- UHF (1989)
- The Big Picture (1989)
- Wedding Band (1990)
- Cadillac Man (1990)
- We're Talking Serious Money (1992)
- Car 54, Where Are You? (1994)
- Jack (1996)
- The Beautician and the Beast (1997) (também produtora executiva)
- Kid Quick (2000)
- Picking Up the Pieces (2000)
- Santa's Slay (2005)

### Televisão
- Stranger In Our House (1978)
- Charmed Lives (1986) (cancelado após 4 meses)
- Rock 'n' Roll Mom (1988)
- What's Alan Watching? (1989)
- Love and Betrayal (1989)
- Princesses (1991) (cancelado depois de 7 episódios)
- Without Warning: Terror in the Towers (1993)
- The Nanny (1993-1999)
- The Nanny Christmas Special: Oy to the World (1995) (voz)
- Living with Fran (2005-2006) (também produtora executiva)
- Happily Divorced (2011)